# Destiny (mô-đun ISS)

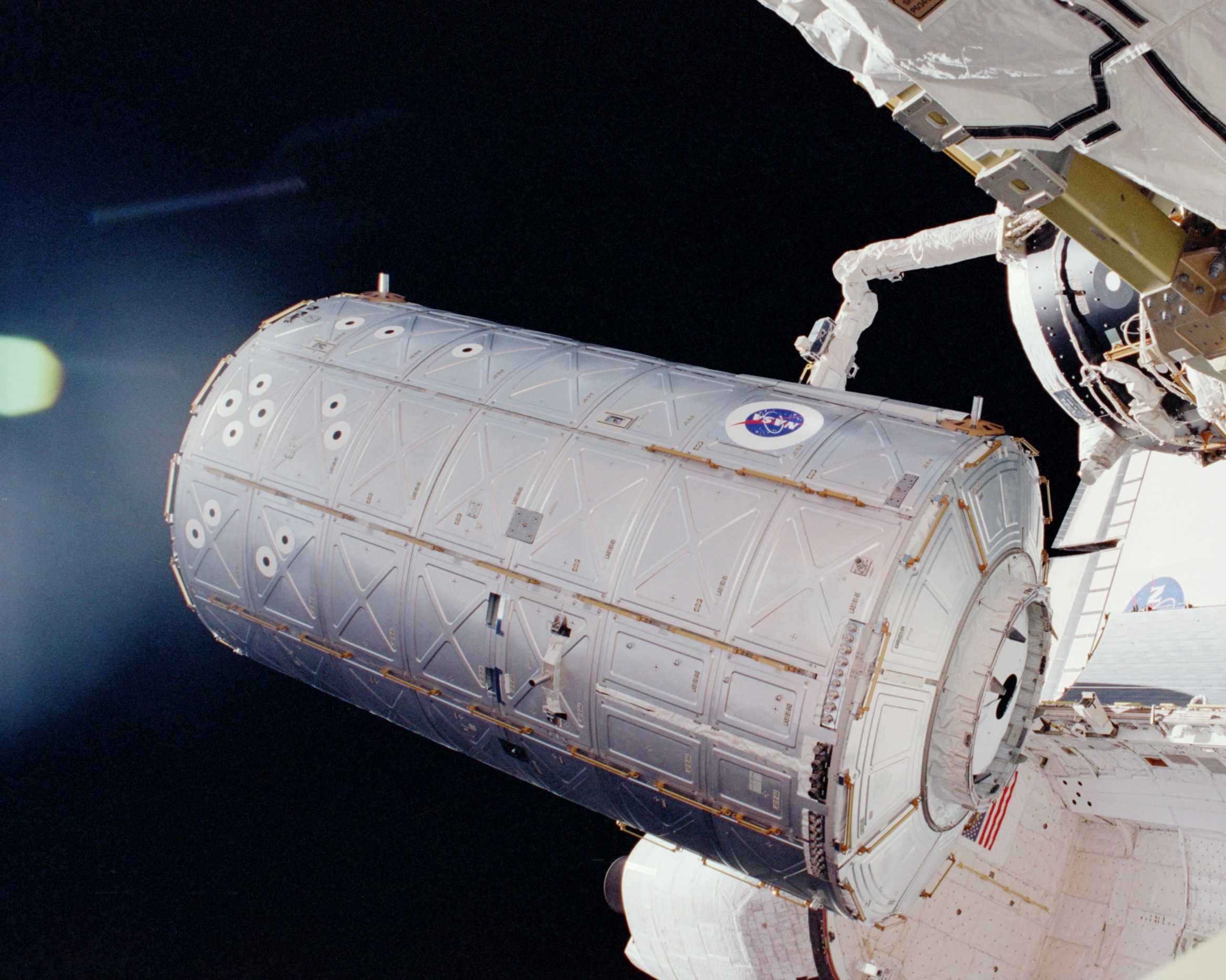
Destiny đang được lắp ráp vào trạm ISS

Destiny là một phòng thí nghiệm của Mỹ, được lắp ghép vào trạm ISS trong chuyến bay STS-98 của tàu con thoi Atlantis vào năm 2001. Module này được coi là trung tâm của các hoạt động nghiên cứu cũng như điều khiển trên trạm ISS. Đây là phòng thí nghiệm đầu tiên trên trạm, ngoài ra còn có các phòng thí nghiệm khác của Nga (phòng thí nghiệm đa mục đích), châu Âu (Columbus) và Nhật (Kibo). Sự kết hợp Destiny vào trạm đánh dấu sự chuyển việc điều hành các hoạt động của ISS từ trung tâm điều khiển sứ mệnh của Nga bên ngoài Mokva sang trung tâm điều khiển sứ mệnh của NASA ở Houston, Texas. Đây là phòng thí nghiệm không gian phức tạp và đa năng nhất từng được xây dựng. Tính đa dụng này cho phép các nhà nghiên cứu trên toàn thế giới trong một môi trường không gian không trọng lực độc nhất.

## Lịch sử
Phòng thí nghiệm của Mỹ có trị giá khoảng 1,4 tỷ đôla. Hãng Boeing bắt đầu việc xây dựng phòng thí nghiệm vào năm 1998 tại Trung tâm không gian Marshall ở Huntsvill, Alabama. Nó được chuyển đến Trung tâm không gian Kennedy vào tháng 11 năm 1998 để bắt đầu khâu chuẩn bị cuối cùng và được chuyển giao cho NASA cho công việc chuẩn bị phóng tháng 8 năm 2000. Nó được phóng lên vào ngày 7 tháng 2 năm 2001 trên tàu con thoi Atlantis trong sứ mệnh STS-98, hay còn được ký hiệu là chuyến bay lắp ghép trạm 5A. Việc Destiny được lắp ghép vào trạm đã đưa khối lượng của trạm lên 112 tấn, dài 52 m, cao 27 m, rộng 73 m và vượt qua trạm Mir về thể tích có thể ở được.

## Chức năng
Destiny là nơi thực hiện chủ yếu các thí nghiệm của Mỹ trên trạm ISS. Nó đáp ứng một lĩnh vực rộng rãi các nghiên cứu và thí nghiệm đóng góp vào sức khỏe, sự an toàn và chất lượng cuộc sống cho con người trên toàn thế giới. Các thí nghiệm trên trạm mang lại cho các nhà nghiên cứu một cơ hội đặc biệt để thử nghiệm các quá trình vật lý mà không có sự xuất hiện của trọng lực. Kết quả của các thí nghiệm này sẽ giúp các nhà khoa học có thể hiểu rõ hơn về thế giới cũng như bản thân con người và chuẩn bị cho các chiến dịch trong tương lai, như lên Mặt Trăng và Sao Hỏa. Nó cũng là trung tâm thực hiện việc điều khiển và điều phối các hoạt động chính trên trạm. Trên phòng thí nghiệm có một trung tâm điều khiển để điều khiển sự hoạt động của cánh tay robot trên trạm. Trên Destiny còn có một cửa sổ phục vụ việc quan sát Trái Đất. Các hình ảnh thu được từ cửa sổ này mang lại cho các nhà địa chất và khí tượng học cơ hội để nghiên cứu về lũ lụt, lở tuyết, các đám cháy, các hiện tượng hải dương như các đám sinh vật phù du, theo một cách chưa từng có trước đây. Các bức ảnh này giúp các nhà khoa học quốc tế có cơ hội nghiên cứu các đặc điểm như sông băng, rặng san hô, sự đô thị hóa, cháy rừng... Ngoài ra, phòng thí nghiệm cũng điều khiển các chức năng của các con quay hồi chuyển (gyroscope), gọi là hệ thống con quay điều khiển moment (Control Moment Gyros – CMG), được cài đặt trên giàn Z1 phía trên Unity.

## Kỹ thuật

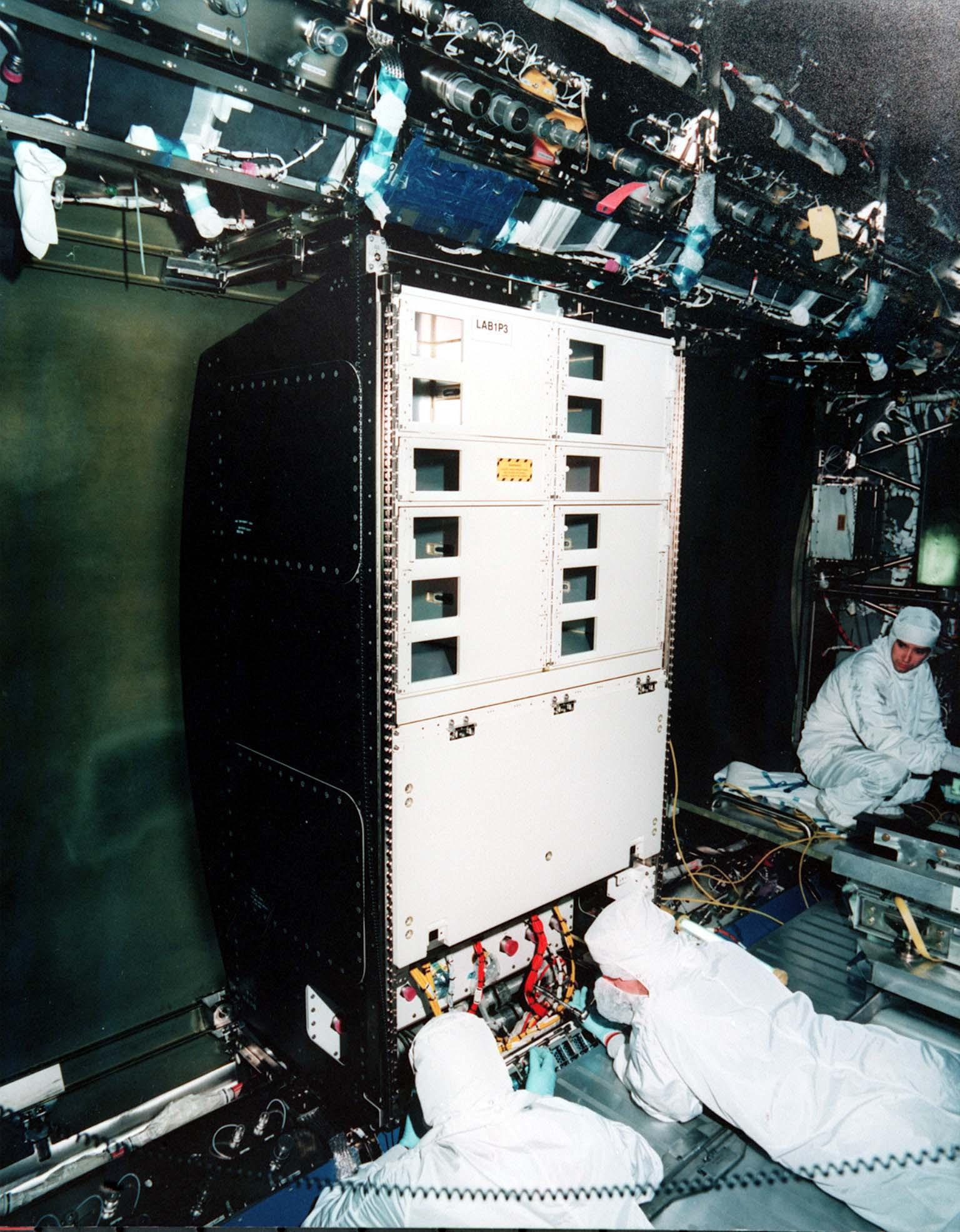
Giá đựng hệ thống đầu tiên của Destiny

Module bằng nhôm này dài 8,5 m, đường kính 4,3 m, khối lượng ban đầu là 14.515 kg, tính thêm tất cả các giá đựng và các thiết bị lắp đặt thêm là 24.023 kg. Phòng thí nghiệm gồm có ba phần hình trụ và hai đầu hình nón với các cửa có thể kết nối với các bộ phận khác trên trạm. Lớp vỏ của phòng thí nghiệm được gia cố thêm bởi một lớp khuôn dài. Phía bên ngoài được bao phủ bởi một lớp phủ bảo vệ khỏi các vật thể lạ được làm từ loại vật liệu giống như loại dùng làm áo vest chống đạn. Ngoài ra còn có một lớp nhôm mỏng bọc lên phía trên lớp phủ để tăng khả năng bảo vệ. Bên trong Destiny gồm có: hệ thống hỗ trợ sự sống và kiểm soát môi trường – ECLSS; hệ thống kiểm soát nhiệt (chủ động và bị động); dẫn hướng, điều khiển và hoa tiêu; đi bộ không gian; điều khiển robot; hỗ trợ phi hành gia; thông tin liên lạc và theo dõi; hệ thống điện năng; xử lý mệnh lệnh và dữ liệu; các cấu trúc và cơ cấu; và khả năng chứa trọng tải.

### Cấu trúc
Cấu trúc bên trong phòng thí nghiệm gồm có các giá đựng, các tấm đỡ và dây dẫn trong khoang nối tiếp.

#### Các giá đựng
Phòng thí nghiệm được thiết kế để chứa các giá đựng có thể được lắp đặt, tháo dỡ hoặc thay thế khi cần thiết. Phòng thí nghiệm này sẽ chứa tổng cộng 23 giá đựng gồm cả giá đựng hệ thống và giá đựng nghiên cứu khoa học, trong đó sáu cái trên các mạn trái, mạn phải và bên trên và năm cái ở phía bên dưới. Trong số đó có 11 giá đựng hệ thống và 12 giá đựng khoa học. Các giá này có thể chứa các dây nối dẫn lưu chất cũng như dẫn điện, thiết bị video, cảm biến, các bộ điều chỉnh và hệ thống giảm chấn động để hỗ trợ bất cứ thí nghiệm nào chứa trong đó.

#### Các thanh đỡ
Các thanh đỡ tạo ra chỗ để các ống dẫn và dây dẫn có thể chạy giữa các giá và khắp phòng thí nghiệm. Các giá tiếp xúc với các ống và dây dẫn bên trong các thanh đỡ thông qua các lỗ thông trên các thanh đỡ ở vị trí đáy của các giá.

#### Hệ thống dây dẫn trong khoang nối
Các dây dẫn trong khoang kết nối, khu vực nằm giữa Unity và Destiny, nối liền các ống và dây dẫn giữa 2 module. Các bản giằng nối đất giữa Unity và Destiny được cài đặt với một đầu nối với cơ cấu cập bến phổ thông chủ động (ACBM) trên Unity, còn đầu kia nối với cơ cấu cập bến phổ thông bị động trên Destiny.

### Các cơ cấu
Các cơ cấu trên Destiny gồm các cơ cấu cập bến phổ thông (CBM) (chủ động và bị động), các cửa và cửa chớp cho cửa sổ của phòng thí nghiệm.

#### Cơ cấu cập bến phổ thông (CBM)
Có 2 CBM trên Destiny, ACBM nằm ở cổng trước của phòng thí nghiệm và được ghép với Harmony, còn PCBM ở cổng sau của Destiny được nối với Unity.

#### Các cửa sập
Trên mỗi cổng lắp ghép có một cửa sập. Các cửa này luôn luôn được mở và chỉ đóng trong trường hợp yêu cầu phải cô lập một module nào đó. Trên mỗi cửa này có một cửa sổ. Các cửa sập đều có thể được mở ra hay đóng lại từ cả hai phía. Các cửa này đều có khóa áp suất giúp ngăn không cho các cửa này bị mở ra khi có áp suất âm qua cửa (áp suất phía bên ngoài cửa cao hơn bên trong).

#### Cửa sổ
Destiny có một cửa sổ quang học (chủ yếu để quan sát Trái Đất) hình tròn đường kính 50,9 cm và một cửa chớp để bảo vệ cửa sổ khỏi nguy cơ bị va chạm bởi các mảnh thiên thạch nhỏ và các mảnh vụn trên quỹ đạo. Cửa sổ này chiếm vị trí của một giá. Các phi hành gia mở cánh cửa chớp này bằng tay khi sử dụng cửa sổ. Cửa chớp này được lắp vào phòng thí nghiệm bằng một chuyến đi bộ vào không gian sau khi Destiny được lắp ghép vào trạm. Cửa sổ này làm bằng một loại đá quang học để có thể thu được những bức ảnh và đoạn phim có chất lượng cao. Các thành viên trên trạm dùng máy quay cũng như camera cố định tại cửa sổ để ghi lại từng diễn biến của phong cảnh Trái Đất ở bên dưới.

## Bên lề
Các chuyến bay: Các giá được lần lượt lắp đặt vào phòng thí nghiệm trong các chuyến bay như sau:
- STS-98: 5 giá: 2 giá hàng không + 2 giá kiểm soát nhiệt + 1 giá tái tạo không khí
- STS-102: 7 giá: 2 giá chuyển đổi dòng DC (DDCU) + 2 giá điều khiển robot + giá hàng không thứ 3 + giá kiểm tra sức khỏe tại chỗ + giá nghiên cứu con người
- STS-100: 2 giá chứa thí nghiệm khoa học (EXPRESS) số 1 và 2A
- STS-105: 2 giá EXPRESS số 4 và 5
- STS-111:1 giá EXPRESS số 3 + 1 giá khoa học(Microgravity Science Glovebox)

Các giá đựng hệ thống: Khi được phóng lên, Destiny có chứa 5 giá đựng hệ thống, gồm hai giá hàng không, hai giá hệ thống kiểm soát nhiệt và một giá hệ thống tái tạo không khí. Các giá này đều có thể được nghiêng xuống khi cần phải tiếp cận với khu vực phía sau. Các loại giá đựng hệ thống:
- Các giá đựng hàng không: là nơi đặt các thiết bị điều khiển việc thông tin liên lạc và theo dõi, hệ thống hỗ trợ sự sống và kiểm soát môi trường, hệ thống kiểm soát nhiệt, hệ thống xử lý mệnh lệnh và dữ liệu và hệ thống điện năng. Các giá này quản lý các thiết bị âm thanh, các chuyển mạch video, các hộp chuyển mạch máy tính gọi là bộ điều chế và giải điều chế, giúp cung cấp việc quản lý bằng máy tính đối với các hệ thống trong phòng thí nghiệm.
- Các giá đựng hệ thống kiểm soát nhiệt: lưu thông nước làm nguội để làm mát các giá đựng khác và không khí trong cabin. Có hai loại, một loại là hệ thống "nhiệt độ thấp", trong đó nước được làm lạnh xuống 4 °C. Hệ thống nhiệt độ thấp dùng để làm mát một số giá đựng. Còn hệ thống "nhiệt độ trung bình", trong đó nước được làm lạnh đến 17 °C, dùng để làm lạnh một số giá đựng và không khí trong cabin.
- Giá đựng tái tạo không khí: giúp lọc bỏ cacbonic, kiểm soát các chất ô nhiễm và theo dõi không khí trong cabin.
- Giá DDCU: Chứa các thiết bị phân phối điện năng để phục vụ các thí nghiệm trên phòng thí nghiệm. Các thiết bị này gồm các bộ biến đổi dòng một chiều (DC-to-DC Conversion Unit – DDCU) và bộ phận điều khiển năng lượng từ xa (Remote Power Control Modules - RPCM). Các DDCU biến đổi điện năng từ các tấm thu năng lượng mặt trời của trạm thành dạng năng lượng có thể tiêu thụ được bởi các hệ thống và dụng cụ thí nghiệm trên trạm.
- Giá điều khiển robot: Có chứa một trạm điều khiển để điều khiển các hoạt động của cánh tay robot trên trạm cũng như 4 chiếc camera được lắp đặt trên nó.
- Giá kiểm tra sức khỏe tại chỗ: Có chứa các dụng cụ cấp cứu y tế như máy khử rung tim, máy hỗ trợ hô hấp nhân tạo...

Các nghiên cứu khoa học: Các giá nghiên cứu khoa học chứa các tiện nghi giúp thực hiện việc nghiên cứu trong nhiều lĩnh vực khoa học. Ví dụ như:
- Tiện ích để nghiên cứu về con người (Human Research Facility - HRF), trong đó có các thiết bị thực hiện các đo đạc về độ bức xạ, đánh giá tâm lý, thí nghiệm về phản ứng của thần kinh...
- Các giá EXPRESS: Là nơi chứa các mẫu thí nghiệm, cung cấp các điều kiện cần thiết như nhiệt độ, độ ẩm, năng lượng, ghi lại dữ liệu, cung cấp chất lỏng và khí... Khối lượng các giá này khi không chứa gì cả là khoảng 785 pound.
- Tủ lạnh âm 80 độ (Minus Eighty-Degree Laboratory Freezer for ISS – MELFI): Cung cấp một kho chứa được làm lạnh và có thể làm lạnh nhanh các mẫu thí nghiệm sinh học và sự sống. Có thể cung cấp nhiệt độ từ 4 °C đến -80 °C.

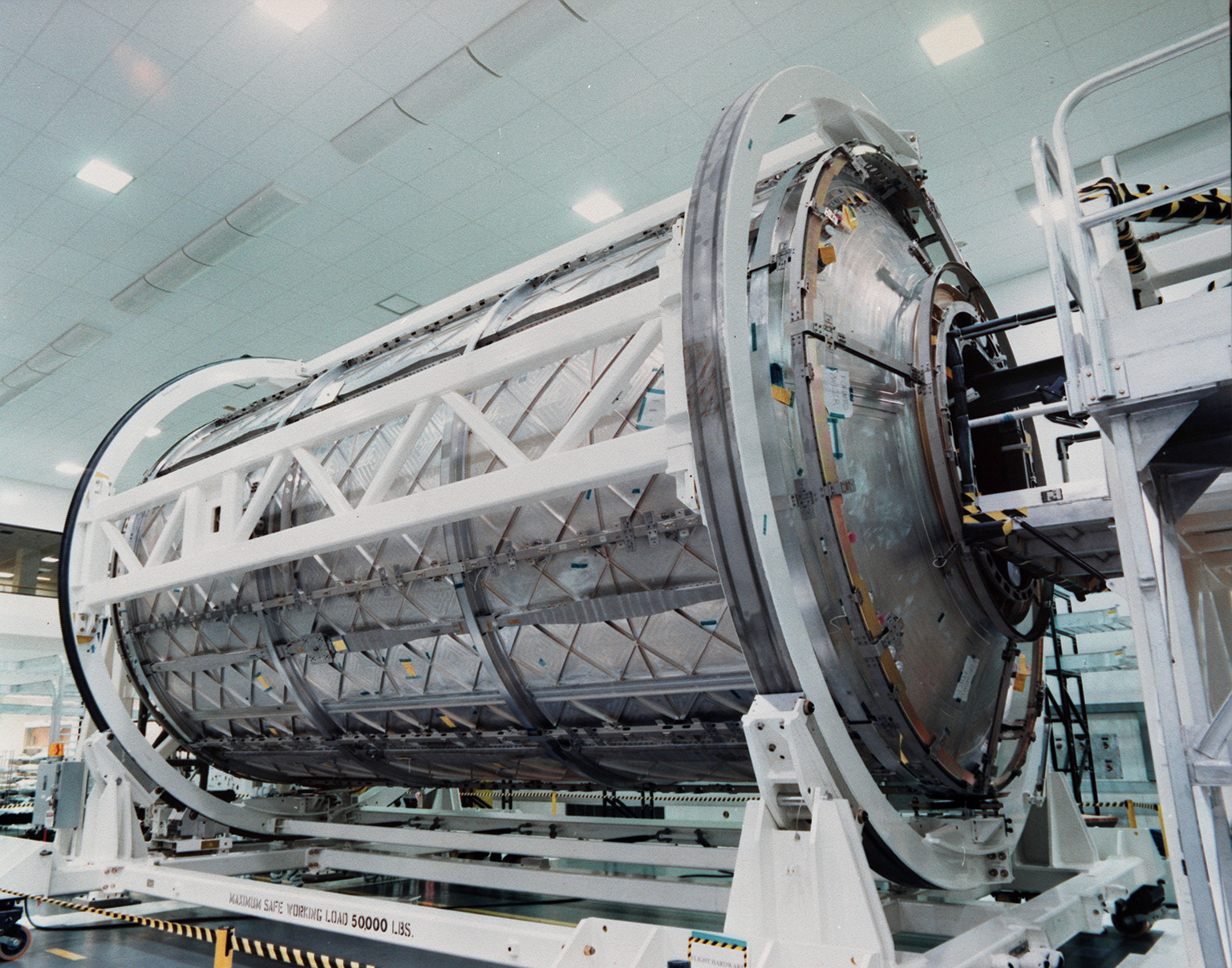
Destiny trong quá trình chế tạo
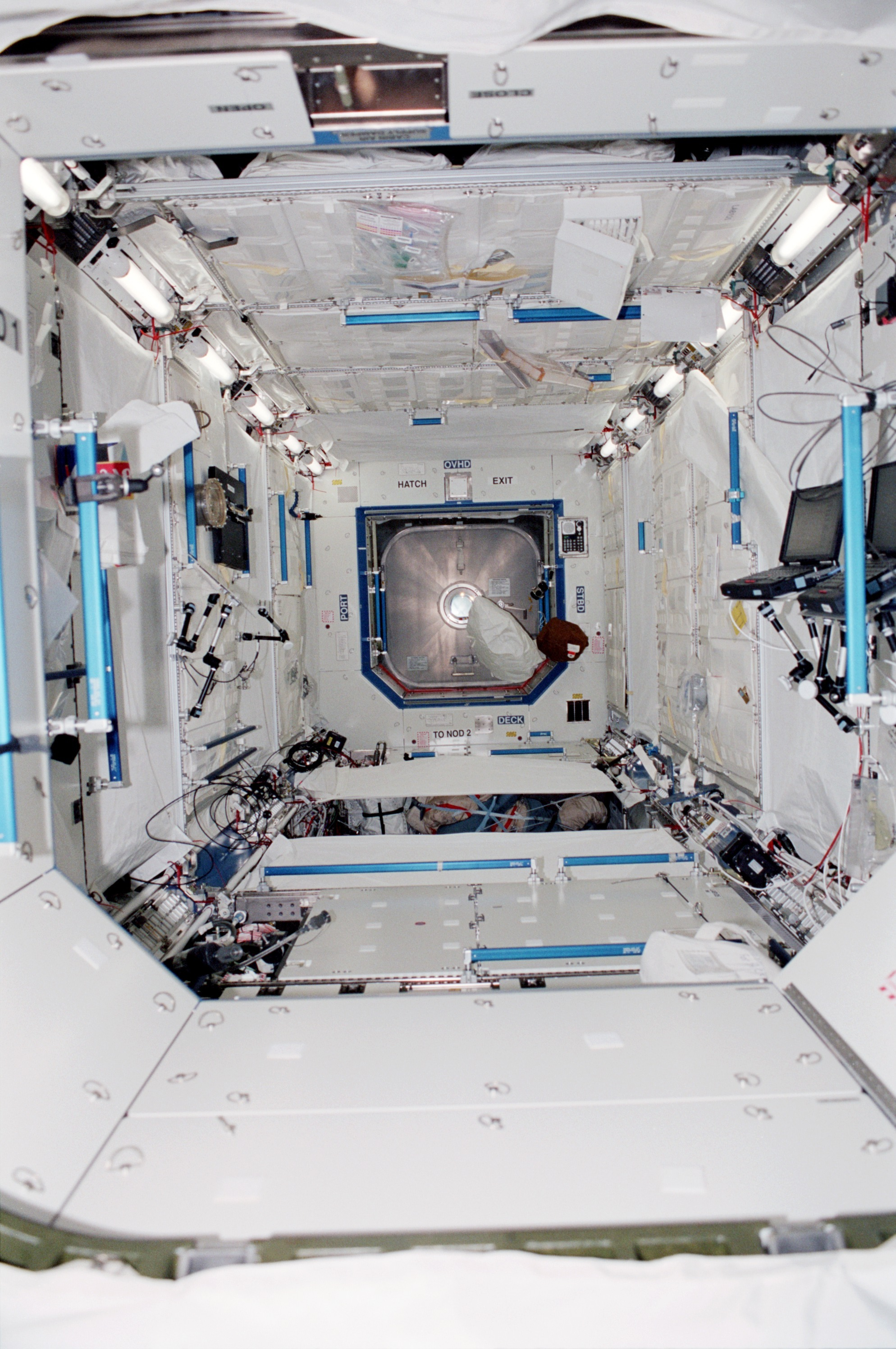
Hình chụp bên trong Destiny ngay sau khi được lắp đặt vào trạm ISS
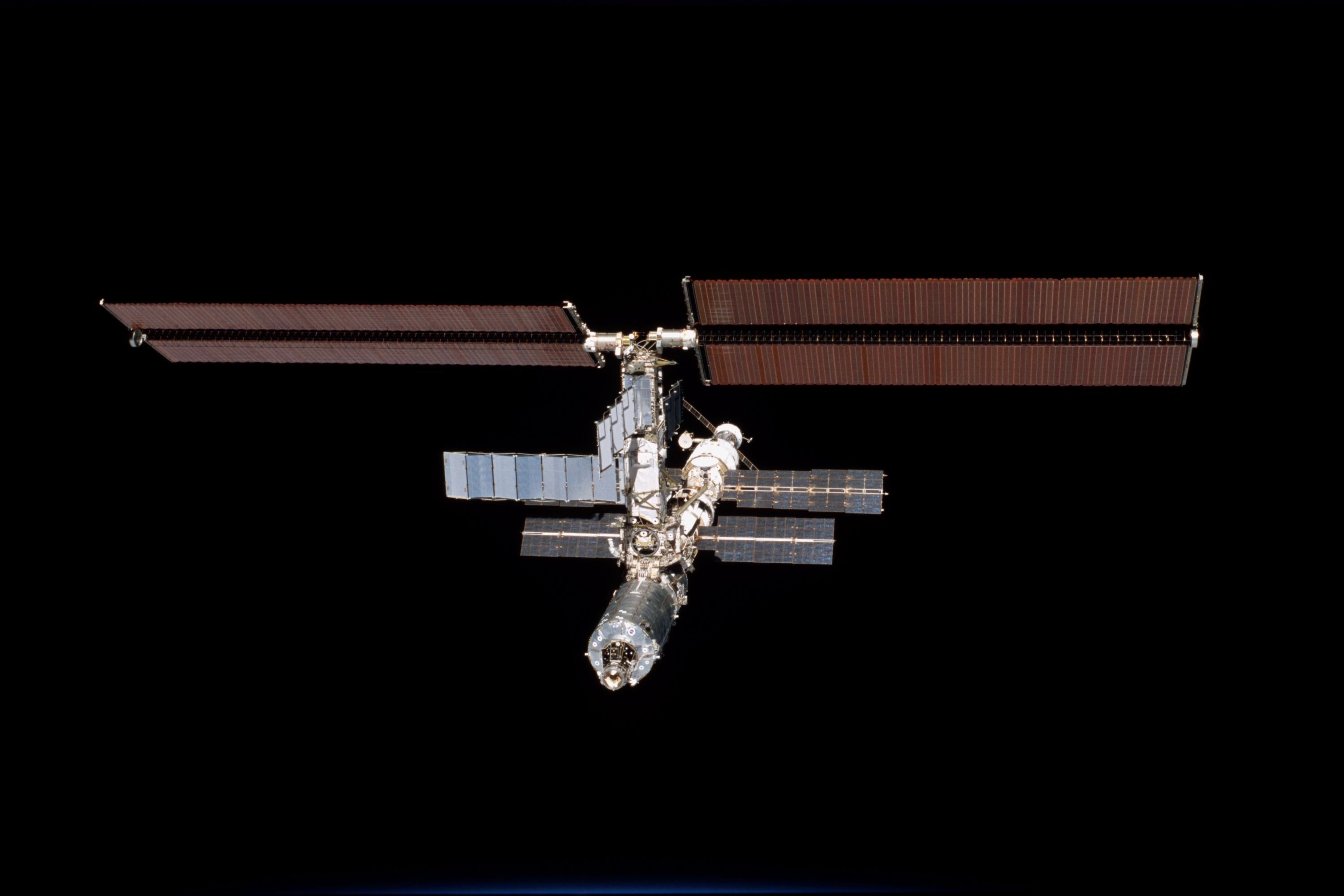
Destiny trên ISS ngay sau khi được lắp ghép vào trạm
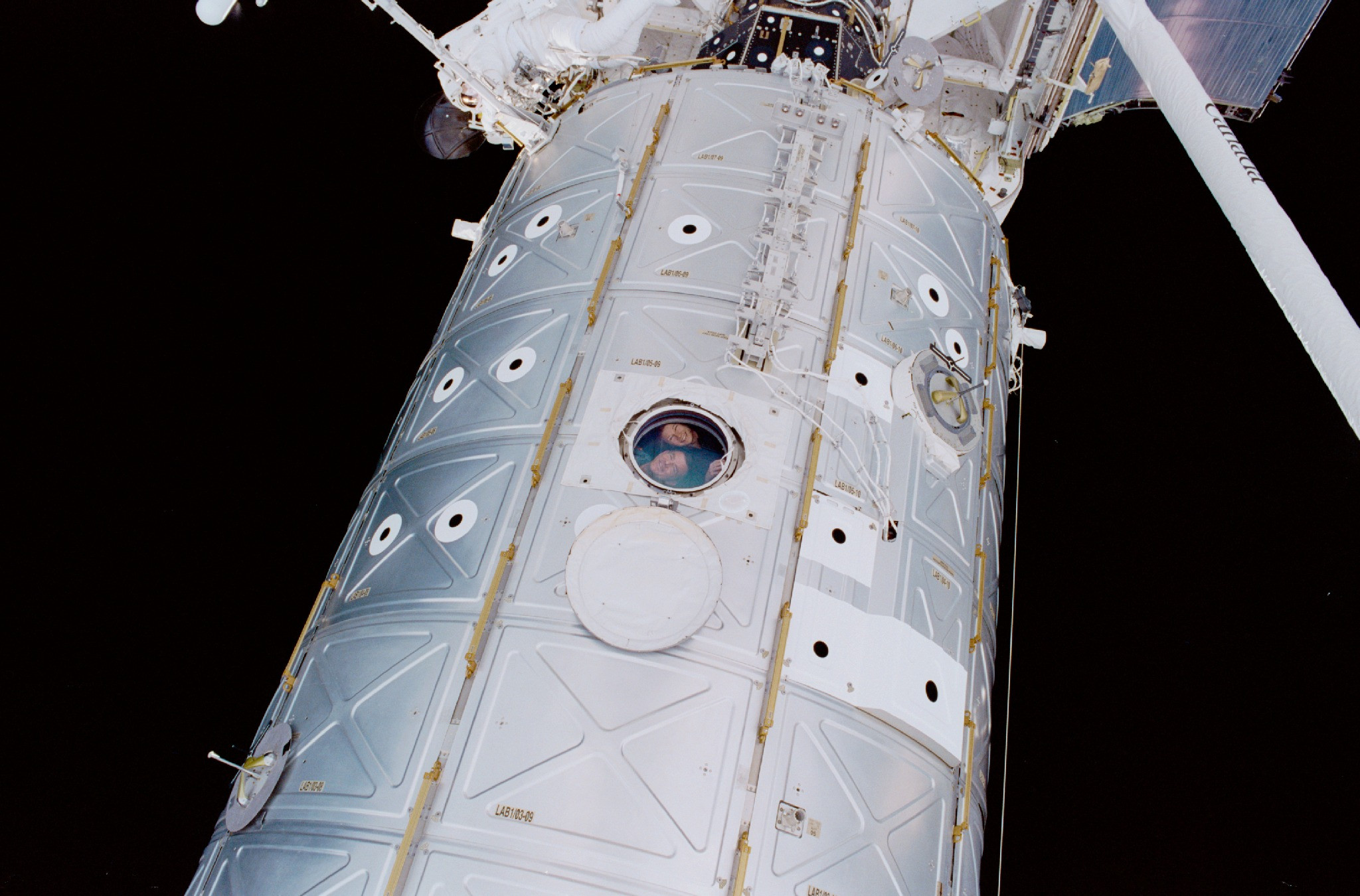
Destiny chụp trong sứ mệnh STS-100
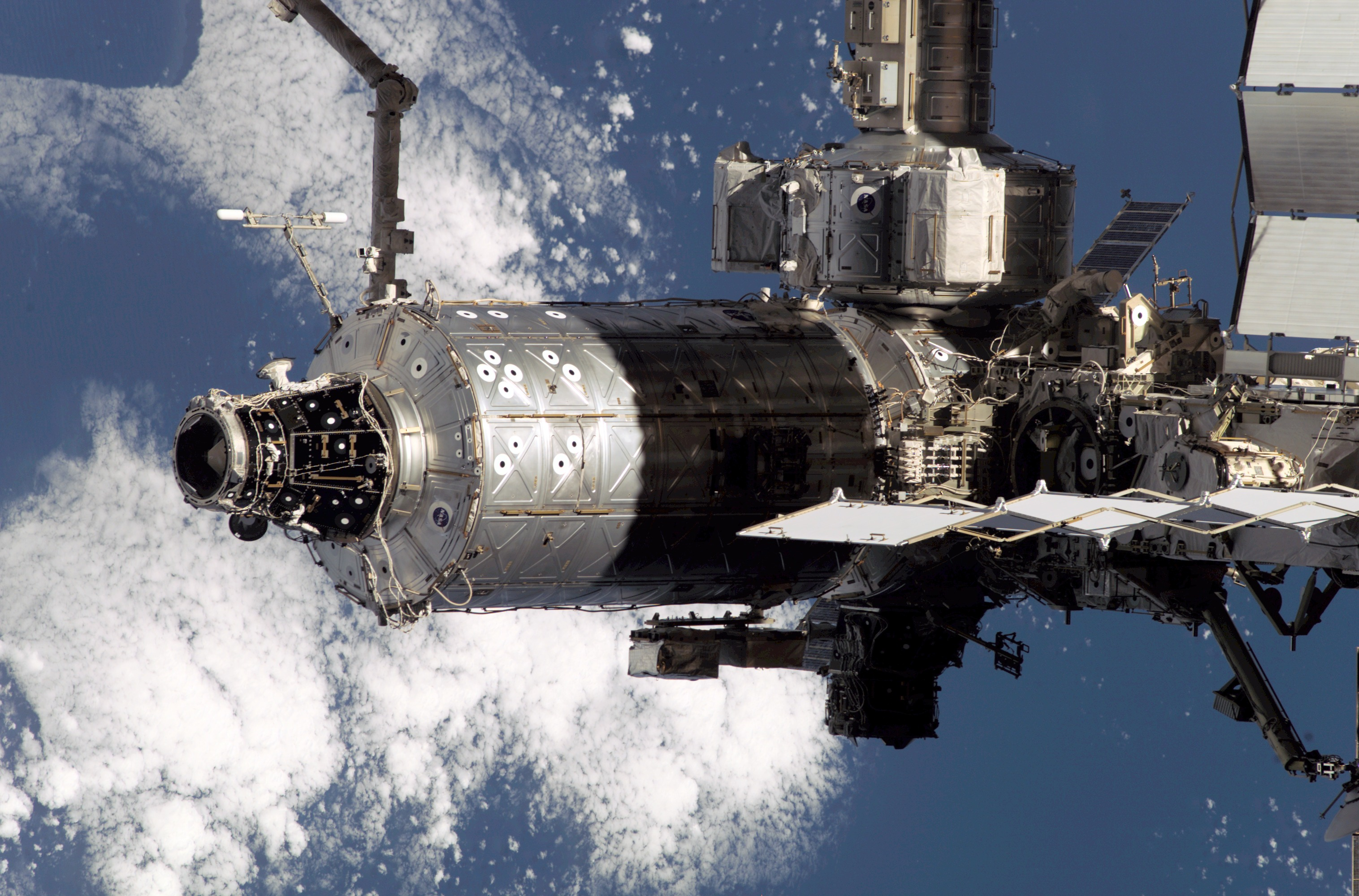
Destiny chụp từ STS-108
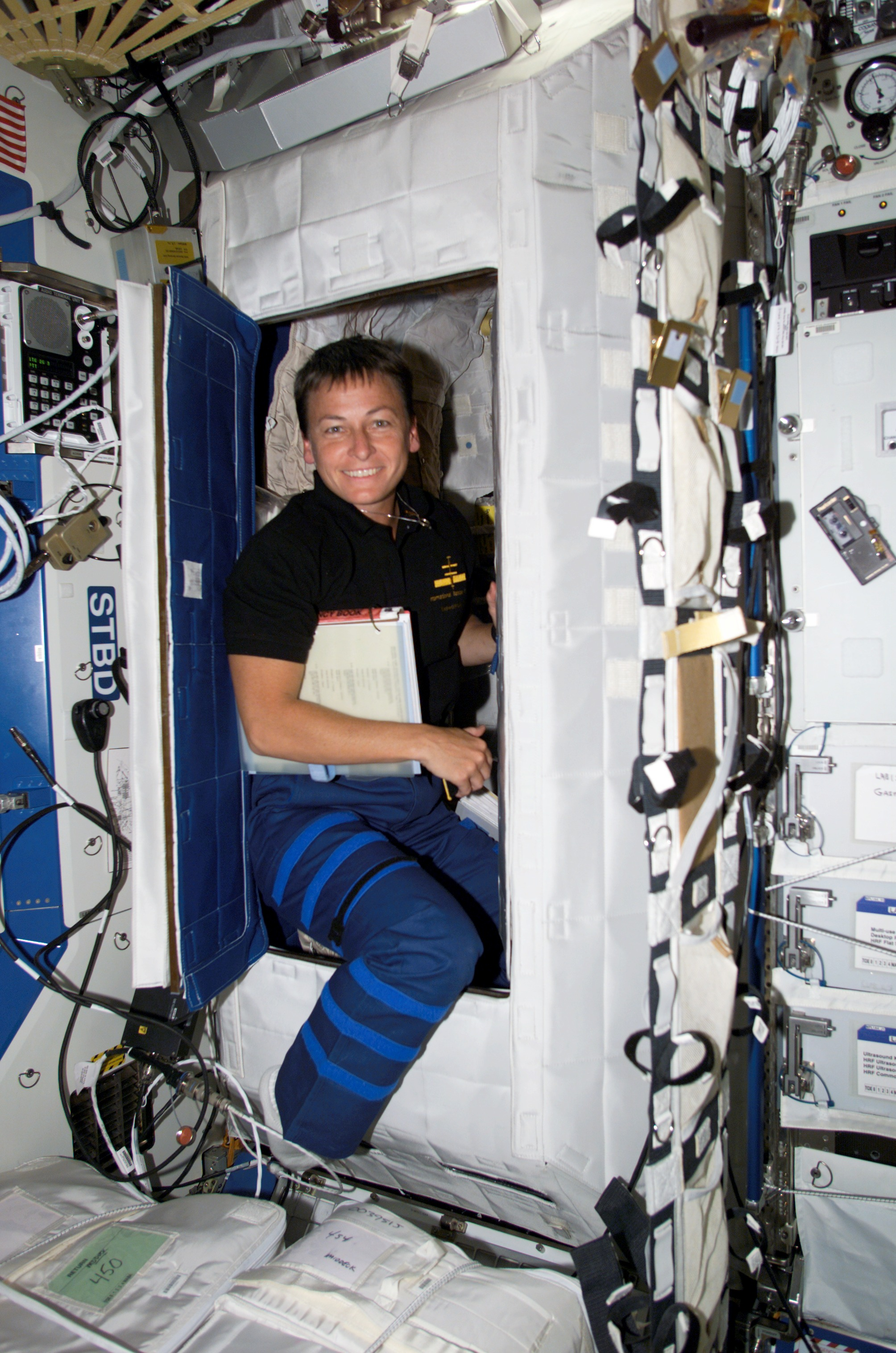
Phòng ngủ trên Destiny
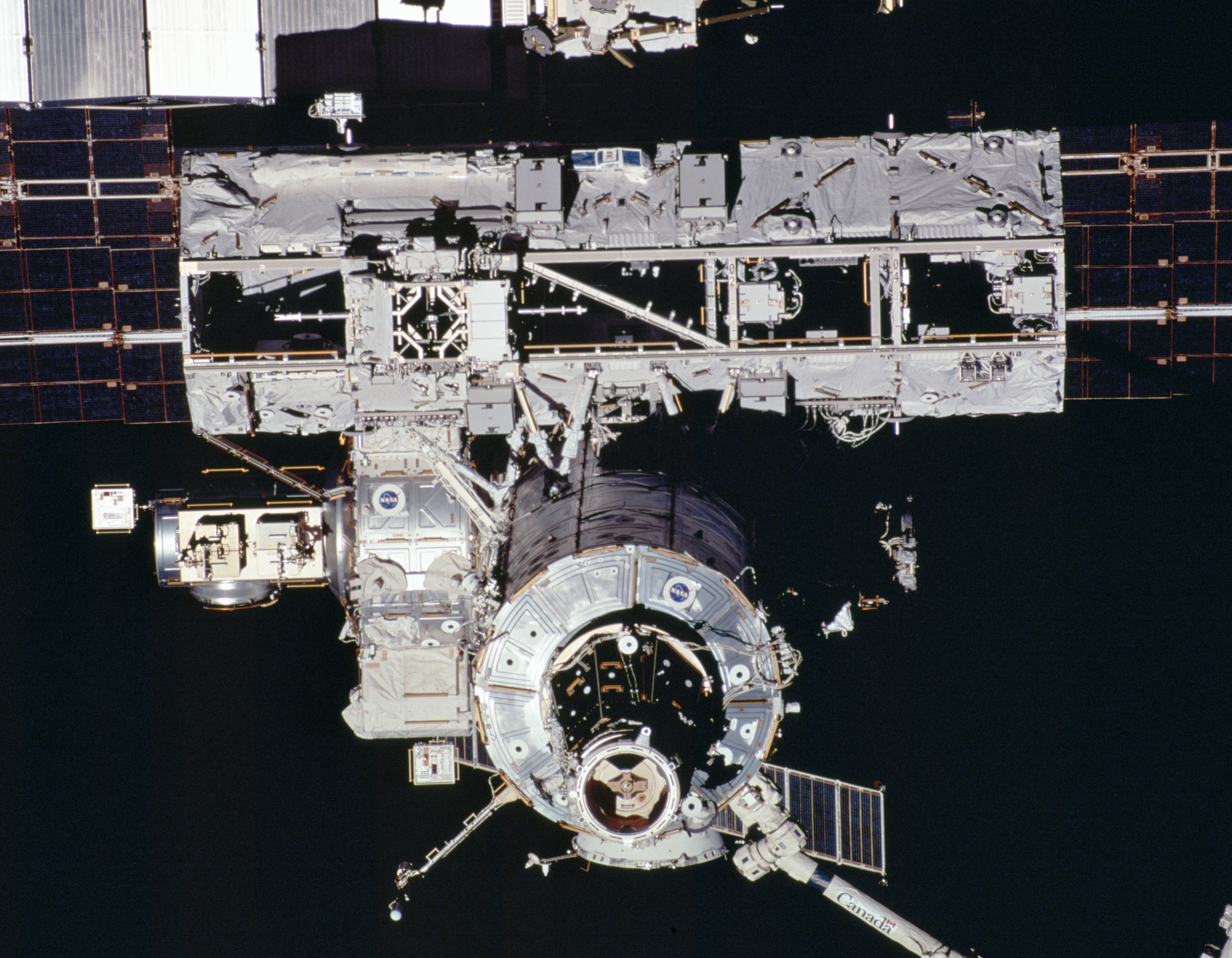
Destiny sau khi giàn S0 được cài lắp đặt